# Portal Tunal
El Portal Tunal es una de las estaciones de cabecera del sistema de transporte masivo de Bogotá, TransMilenio inaugurado en el año 2000. Desde finales del año 2018 se convirtió en estación de transferencia entre el sistema TransMilenio y el sistema de cable aéreo TransMiCable hacia la localidad de Ciudad Bolívar.

## Ubicación
El Portal Tunal se encuentra ubicado en el sector sur de la ciudad, en la localidad de Tunjuelito, frente al Parque El Tunal y específicamente en la intersección de la Avenida Boyacá y Avenida Mariscal Sucre (Carrera 24) con la Avenida Ciudad de Villavicencio. Tiene un acceso peatonal mediante puente peatonal ubicado a la altura de la Avenida Mariscal Sucre.
El Portal atiende la demanda de los barrios Parque El Tunal, San Benito, Ronda, El Chircal Sur y alrededores.

## Origen del nombre
La estación recibe su nombre por ser la estación de cabecera de la línea Caracas Sur de TransMilenio y por el barrio homónimo que se encuentra en cercanías.

## Historia
En el año 2002, unos meses después de la inauguración del Portal Norte, fue inaugurado el Portal Tunal, siendo así la cuarta estación de cabecera del sistema TransMilenio en ser puesta en funcionamiento.
En septiembre de 2016, iniciaron las obras del TransMiCable, cuya estación central se ubica dentro del Portal Tunal, asimismo se realizó una renovación y ampliación del portal, construyendo una nueva plataforma para permitir la conexión entre el sistema TransMilenio y la línea de cable aéreo. Luego de realizar varias pruebas, la extensión entró en funcionamiento el 27 de diciembre de 2018 de forma gratuita para algunos habitantes del sector, dos días después inició su funcionamiento comercial. El 22 de julio de 2020, el IDU entregó las obras de ampliación del Portal, incluyendo una nueva plataforma de 178 metros de longitud, conexa a la existente por un paso a nivel. Esta fue inaugurada en abril de 2021.

## Servicios del portal

### Servicios troncales
| Ruta fácil                                                    | 3       |         |         |         |         |
| Expresos todos los días todo el día                           | C15     |         |         |         |         |
| Expresos lunes a sábado todo el día                           | B13 D21 |         |         |         |         |
| Expreso lunes a viernes hora pico mañana y tarde              | B27     |         |         |         |         |
| Rutas que finalizan el recorrido en la estación               |         |         |         |         |         |
| Ruta fácil                                                    | 3       | 3       | 3       | 3       | 3       |
| Expresos todos los días todo el día                           | H15     | H15     | H15     | H15     | H15     |
| Expresos lunes a sábado todo el día                           | H13 H21 | H13 H21 | H13 H21 | H13 H21 | H13 H21 |
| Expresos lunes a viernes hora pico de la mañana y de la tarde | H27     | H27     | H27     | H27     | H27     |

### TransMiCable
| Tipo                    | Línea | Longitud | Terminales                  | Número de estaciones | Tipo de estación       | Flota       |
| ----------------------- | ----- | -------- | --------------------------- | -------------------- | ---------------------- | ----------- |
| Cable aéreo Todo el día | T     | 3,34 km  | Tunal - Mirador del Paraíso | 4                    | 2 a nivel y 2 elevadas | 163 cabinas |

### Servicios alimentadores
Así mismo funcionan las siguientes rutas alimentadoras:
- 6-1 circular al barrio Candelaria[4]
- 6-1C circular al barrio Casalinda[5]
- 6-2 circular al barrio San Francisco[6]
- 6-3 circular al barrio Sierra Morena[7]
- 6-4 circular al barrio Paraíso[8]
- 6-5 circular al barrio El Tesoro (lunes a sábado) y Tesoro-Arabia (domingos y festivos) [9]
- 6-5C circular al barrio Arabia (lunes a sábado) [10]
- 6-6 circular al barrio Juan José Rondón (horas pico)[11]
- 6-7 circular al barrio San Joaquín[12]
- 6-8 circular al barrio Vista Hermosa (horas pico)[13]
- 6-9 circular al barrio Arborizadora Alta[14]
- 6-12 circular al barrio Villa Gloria[15]

### Servicios urbanos
Así mismo funcionan las siguientes rutas urbanas:
- H625 circular al barrio Arborizadora Alta-Potosí

### Esquema
| ← Norte |         |          |         |                       |                       |              |                   |                |         |                       |              |                   |
|         | Túnel   | D21      | C15     | 3                     | Llegada Troncales     |              | Llegada Troncales | Avenida Boyacá | B27     | Llegada Troncales     | B13          | Llegada Troncales |
|         |         |          |         | Plataforma 1          | Plataforma 1          |              |                   | Túnel          |         | Plataforma 2          | Plataforma 2 |                   |
| H625    | 6-4 6-8 | 6-5 6-5C | 6-7 6-2 | Llegada Alimentadores | Llegada Alimentadores | TransMicable | 6-1 6-1C          | 6-12 6-9       | 6-3 6-6 | Llegada Alimentadores |              |                   |
| ← Norte |         |          |         |                       |                       |              |                   |                |         |                       |              |                   |

### Servicios urbanos
Así mismo funcionan las siguientes rutas urbanas del SITP en los costados externos a la estación, circulando por los carriles de tráfico mixto sobre la Avenida Boyacá, con posibilidad de trasbordo usando la tarjeta TuLlave:
| Código | Sector            | Dirección           | Rutas                                                         |
| ------ | ----------------- | ------------------- | ------------------------------------------------------------- |
| 418A11 | H Portal Tunal    | Av. Boyacá - AK 24  | H606H633H618H707H717H718H724 260 330 539 742A C201            |
| 418B11 | H Portal Tunal    | Av. Boyacá - AK 19C | H308H602H608H610H620H631H643H704H705 796A T11 T12             |
| 119A11 | H Parque El Tunal | Av. Boyacá - AK 24  | 6-18A606A610B608B631C705D717F718K308K707 260 330 539 742A T11 |
| 119B11 | H Parque El Tunal | Av. Boyacá - AK 24  | A633A643A704K724L602 796A C201 T12                            |

## Ubicación geográfica
| Noroeste: G Portal Sur - JFK Cooperativa Financiera                     | Norte: G Sevillana | Nordeste: Tunjuelito |
| Oeste: G Terreros - Hospital C.V. G San Mateo - Centro Comercial Unisur |                    | Este: H Parque       |
| Suroeste: T Juan Pablo II                                               | Sur: Tunjuelito    | Sureste: Tunjuelito  |